# Otto I de Geldern
Otto I (n. 1150–d. 1207) a fost conte de Geldern și de Zutphen de la 1182 până la moarte.

## Viața
Otto era fiul contelui Henric I de Geldern cu Agnes de Arnstein. În 1184, el s-a căsătorit cu Richarda, una dintre fiicele ducelui Otto al III-lea cel Mare de Bavaria cu Agnes de Loon.
Otto I de Geldern s-a raliat împăratului Frederic I Barbarossa în Cruciada a treia (1189–1192), în timpul căreia el a participat la cucerirea Iconiumului de către cruciații germani. După moartea lui Frederic Barbarossa, unii dintre cruciați au părăsit expediția și au revenit în Europa, însă Otto s-a alăturat unui grup care a pornit către Siria și Palestina. După sosirea în Țara Sfântă, Otto s-a raliat armatei lui Guy de Lusignan, regele Ierusalimului, care se afla la asediul asupra Acrei. În continuare, lipsurile au decimat fosta armată a lui Frederic Barbarossa, drept pentru care până în primăvara lui 1191 cei mai mulți membri ai ei au părăsit Orientul. Otto a fost unicul supraviețuitor al cruciadei provenit din Țările de Jos, și a ajuns acasă în 1190.
Otto este menționat ca primul conte al comitatelor unite de Geldern și de Zutphen în 1190. Unul dintre fiii săi, prin confuzie, este numit tot Otto I de Geldern (n. 1195), el ajungând episcop de Utrecht între 1212 și 1213.

## Familia
Împreună cu Richarda de Bavaria, Otto a avut următorii copii:
- Henric (d. 1198); logodit cu Aleida de Olanda în 1197, fiică a lui Dirk al VII-lea, conte de Olanda, dar decedat înainte ca ritualul căsătoriei să aibă loc.
- Gerard (1185–1229), succesor la conducerea comitatului.
- Adelaida (d. 1218), căsătorită cu Willem I, conte de Olanda.[6]
- Otto (n. 1193–d. 1213), devenit episcop de Utrecht
- Irmgarda, căsătorită cu Adolf I, conte de Altena și de Mark, fiul contelui Frederic I de Berg-Altena cu Alverada.
- Margareta, căsătorită cu contele Lothar al III-lea de Hochstadt
- Mechtilda, căsătorită cu contele Henric al II-lea de Nassau.